# Liriomyza virgo
Liriomyza virgo este o specie de muște din genul Liriomyza, familia Agromyzidae. A fost descrisă pentru prima dată de Zetterstedt în anul 1838.
Este endemică în Sweden. Conform Catalogue of Life specia Liriomyza virgo nu are subspecii cunoscute.